# Famille de Villiers de L'Isle-Adam
La famille de Villiers de L'Isle-Adam est une famille éteinte originaire du Val d'Oise.
Ses membres sont les descendants d'Adam, lui-même, issu du mariage de Jean de Villiers (  - 1324) et de Marie, fille de Jean (Jehan) de L'Isle-Adam. Elle s'éteint en 1534, à la mort de Philippe de Villiers de L'Isle-Adam, grand maître de l'ordre de Saint-Jean de Jérusalem.
Elle ne doit pas être confondue avec diverses familles homonymes éteintes ou subsistantes qui n'ont aucun lien avec cette famille éteinte.

## Homonymie
La famille de l'écrivain Auguste de Villiers de L'Isle-Adam, non noble, n'a aucun lien avec la lignée médiévale éteinte depuis le XVIe siècle. C'est son arrière-arrière-arrière grand-père, l'enseigne de vaisseau Jean de Villiers (1667-1710), qui prit le nom « de Villiers de L'Isle-Adam » sans pour autant appartenir à l'illustre famille qui n'était pas encore éteinte à cette époque. Le premier ancêtre connu en ligne masculine des Villiers est Jean de Villiers, procureur des comptes au XVIIe siècle. Cette famille s'est éteinte en ligne masculine en 1901, à la mort de Victor (né Dantine) fils de l'écrivain.
Une deuxième famille « de Villiers de L'Isle-Adam » est issue d'Ignace Deschamps (1720-1788), qui a pris ce nom avec lequel il n'avait pas de lien. Cette famille a été autorisée en 1815 à ajouter à son nom celui de L'Isle-Adam. Elle s'est éteinte en ligne masculine en la personne de Georges de Villiers de L'Isle-Adam, général de brigade mort en 1986.
Une troisième famille homonyme est issue de Pierre de Villiers, vivant en Bourgogne au XVe siècle. Cette famille éteinte en 1828 n'a également aucun lien avec la lignée médiévale.
Enfin, le nom semble encore porté mais toujours sans lien avec la famille étudiée ici.

## Filiation
- Jean de Villiers (  - 1324)
  - Adam (  - 1339)
    - Pierre Ier (1364-1386)
      - Pierre II (1386-1399), chambellan du roi Charles VI
        - Jean (mort en 1437), maréchal de France, gouverneur de Paris et gouverneur de Bruges
          - Jacques  (mort en 1472), chambellan du roi, garde de la prévôté de Paris, écuyer, seigneur de L'Isle-Adam, gouverneur de Paris marié à Jeanne de Nesle, fille de Guy IV de Clermont-Nesle d'Offémont (1428 - 1462)
            - Antoine (mort le 5 août 1504), marié le 12 février 1470, avec Marguerite de Montmorency et en 2e noces avec Agnès du Moulin
              - Gabrielle de Villiers mariée en 1487, avec François du Fau, chevalier, seigneur de Manthelan
              - Charles de Villiers de L'Isle-Adam (1482-1535), ecclésiastique français, successivement évêque de Limoges puis de Beauvais
              - Louise de Villiers de L'Isle-Adam, mariée le 4 mars 1514, avec Jacques d'O (tué à la bataille de Pavie le 24 février 1525), écuyer, seigneur Baillet-en-France et en 2e noces avec  Guillaume de Bissipat, vicomte de Falaise
              - Marie de Villiers de L'Isle-Adam mariée avec Jacques Allegrain

            - Louis de Villiers de L'Isle-Adam (~1450-1521), vidame de Gerberoy, pair de France et comte-évêque de Beauvais
            - Philippe de Villiers de L'Isle-Adam (1464-1534), 44e grand maître de l'ordre des Hospitaliers de Saint-Jean de Jérusalem
            - Marie de Villiers de L'Isle-Adam, femme de Guyot Pot : leur fille Anne Pot est la mère d'Anne de Montmorency.

## Armoiries
La famille de Villiers de L'Isle-Adam porte D'or au chef d'azur chargé d'un dextrochère d'argent paré d'un brassard d'hermine brochant sur la partition.